# Chapelle Saint-Jean de Chancelade
La chapelle Saint-Jean est une chapelle catholique située à Chancelade, en France.
Elle fait l'objet d'une protection au titre des monuments historiques.

## Localisation
La chapelle est située dans le département français de la Dordogne, dans le village de Chancelade, à côté de l'abbaye de Chancelade.

## Historique
La chapelle Saint-Jean, ou chapelle du cimetière, construite par l'abbé de Chancelade Hélie, a été consacrée en 1139 par l'évêque de Périgueux Geoffroi ou Gaufrède de Cauze, et bénit le cimetière.

## Protection
L'édifice est classé au titre des monuments historiques le 2 mars 1912.

## Architecture
Le plan de la chapelle est rectangulaire à nef unique voûtée en berceau brisé terminée par une abside en cul-de-four.
La façade est du type roman saintongeais. Le portail est en plein cintre formé de trois rangs de claveaux émoussés par des tores et séparés par un cordon de damiers. Sur le cordon inférieur on lit la devise PAX dont chacune des lettres est enfermée dans un médaillon.

## Galerie de photos

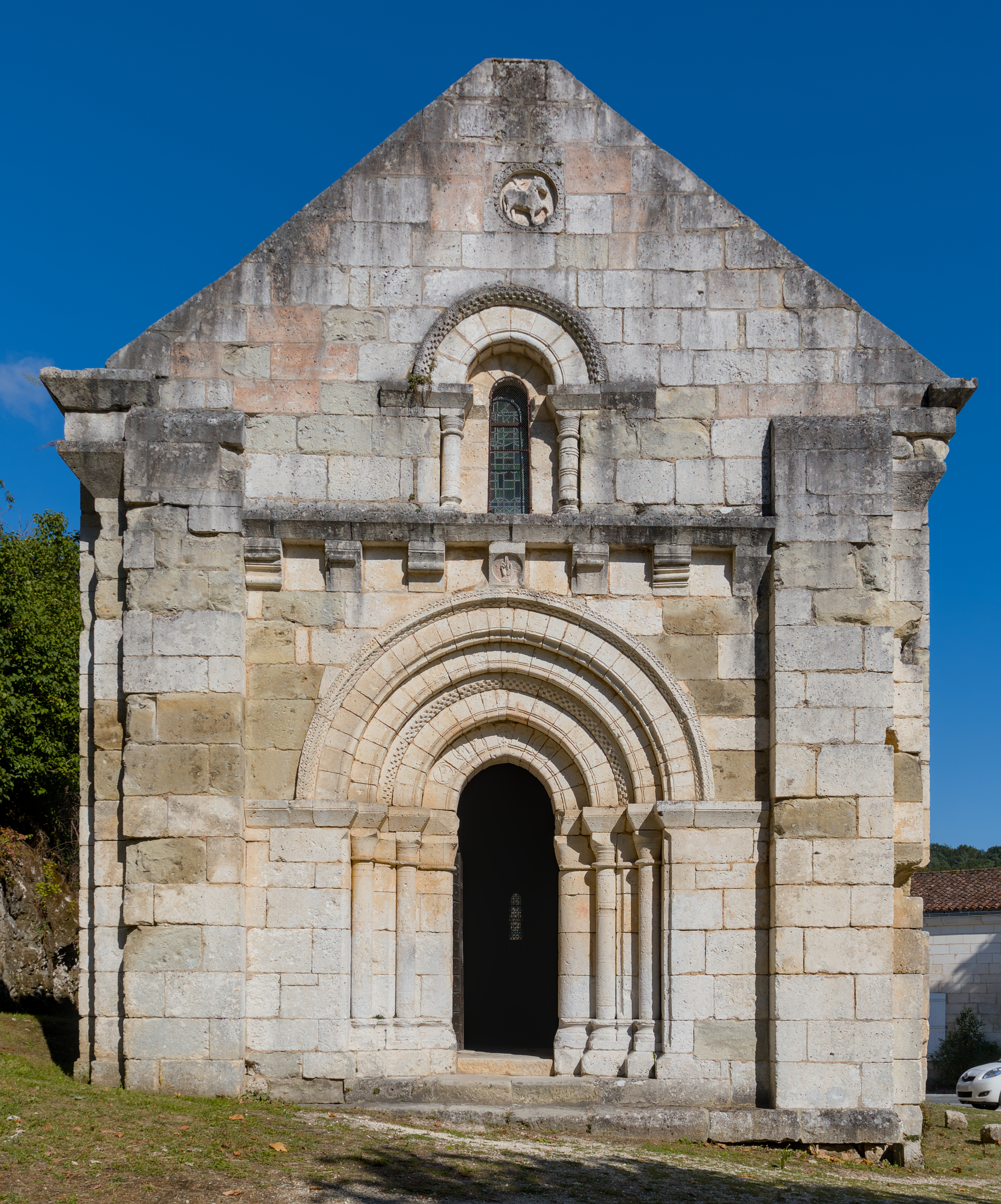
Façade de la chapelle
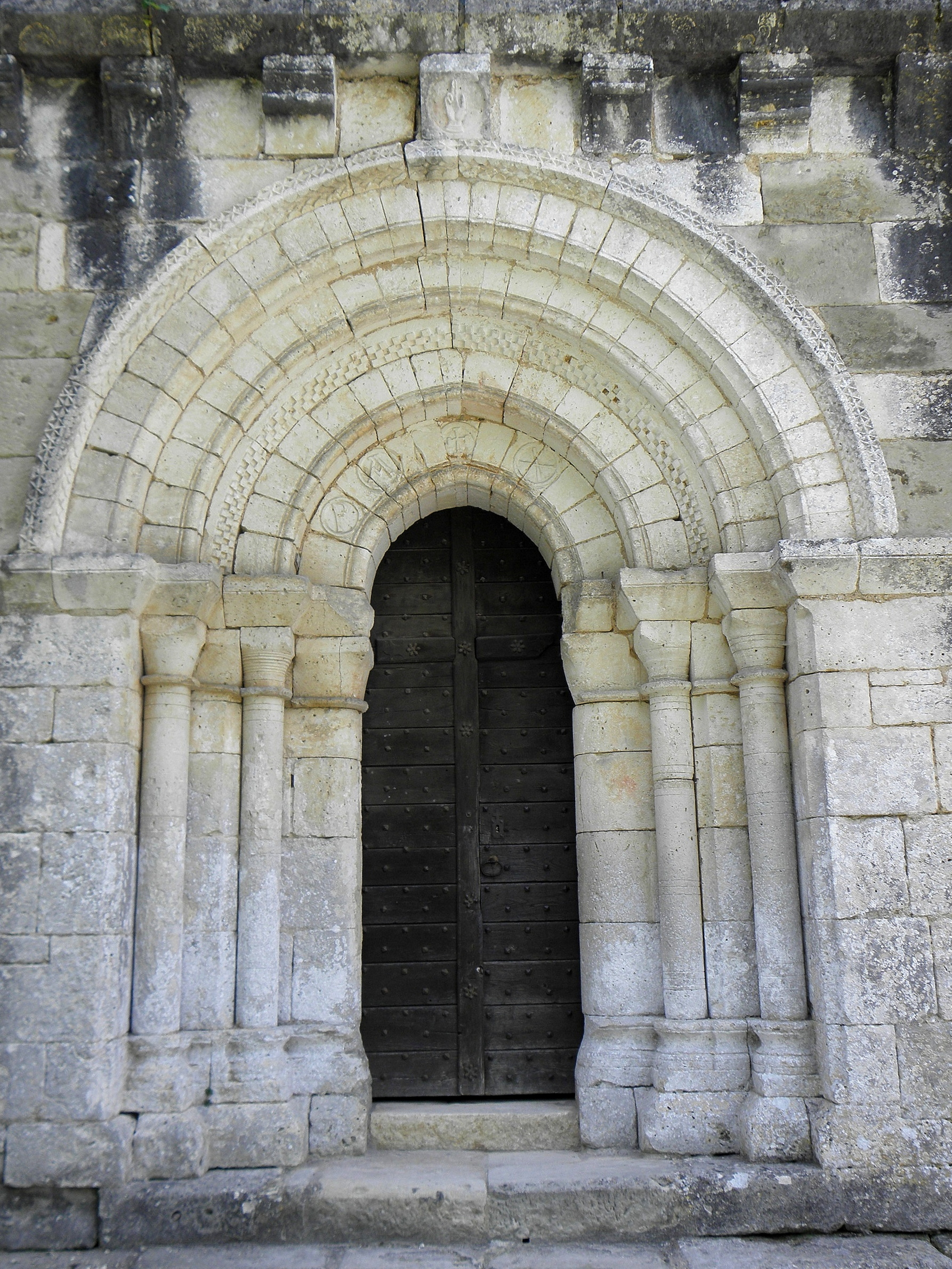
Portail de la chapelle.
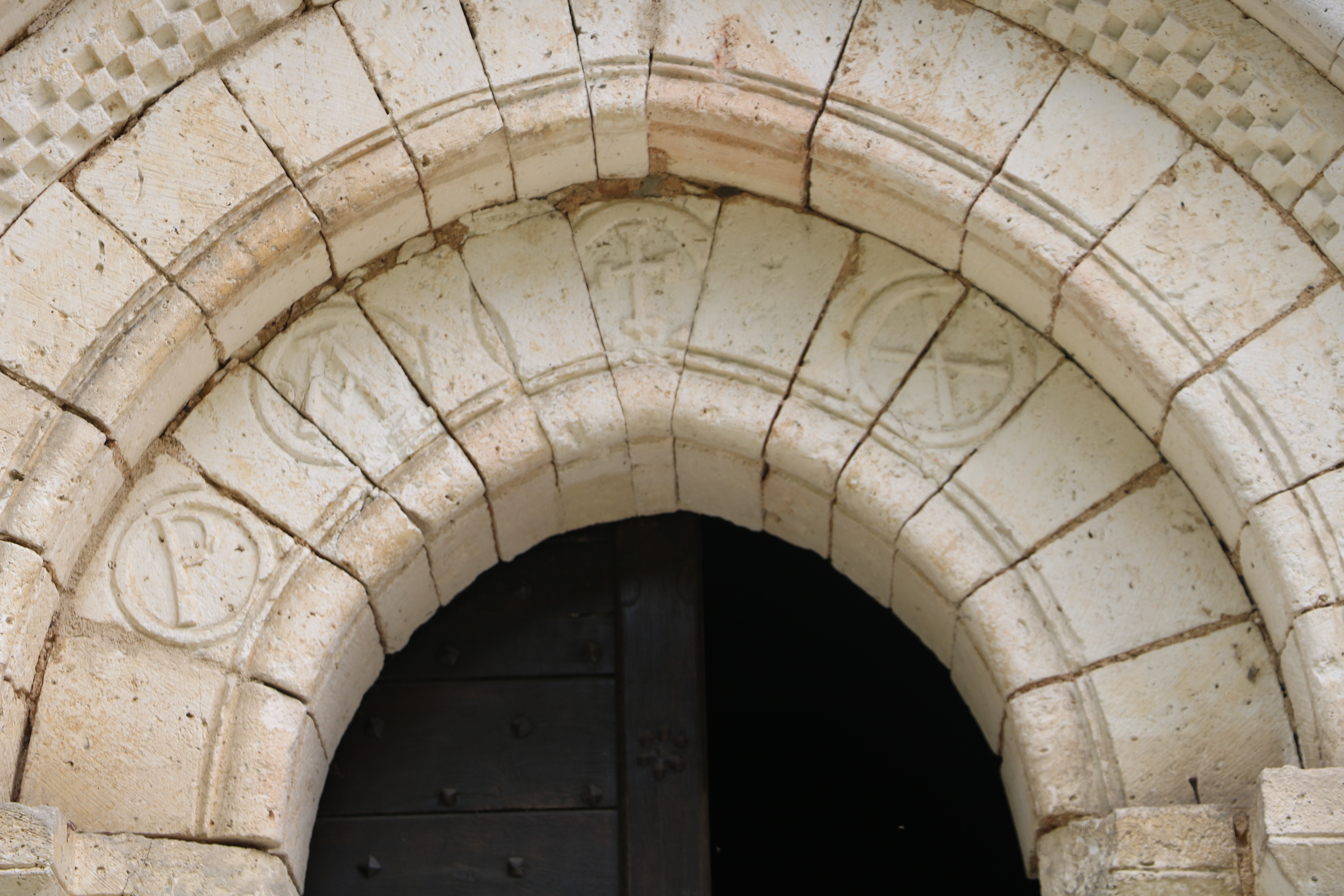
P A X sur le portail.
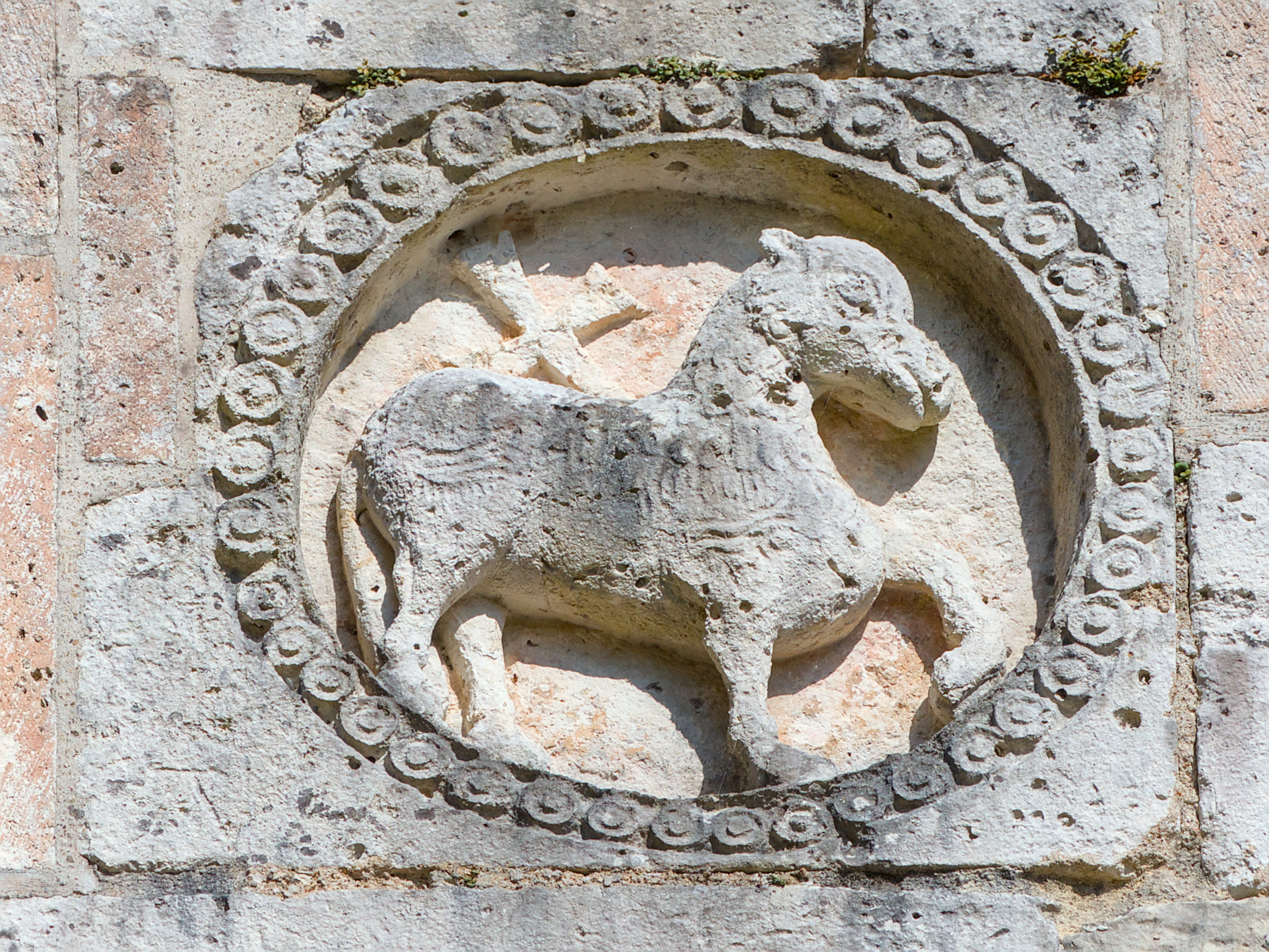
Agnus Dei.
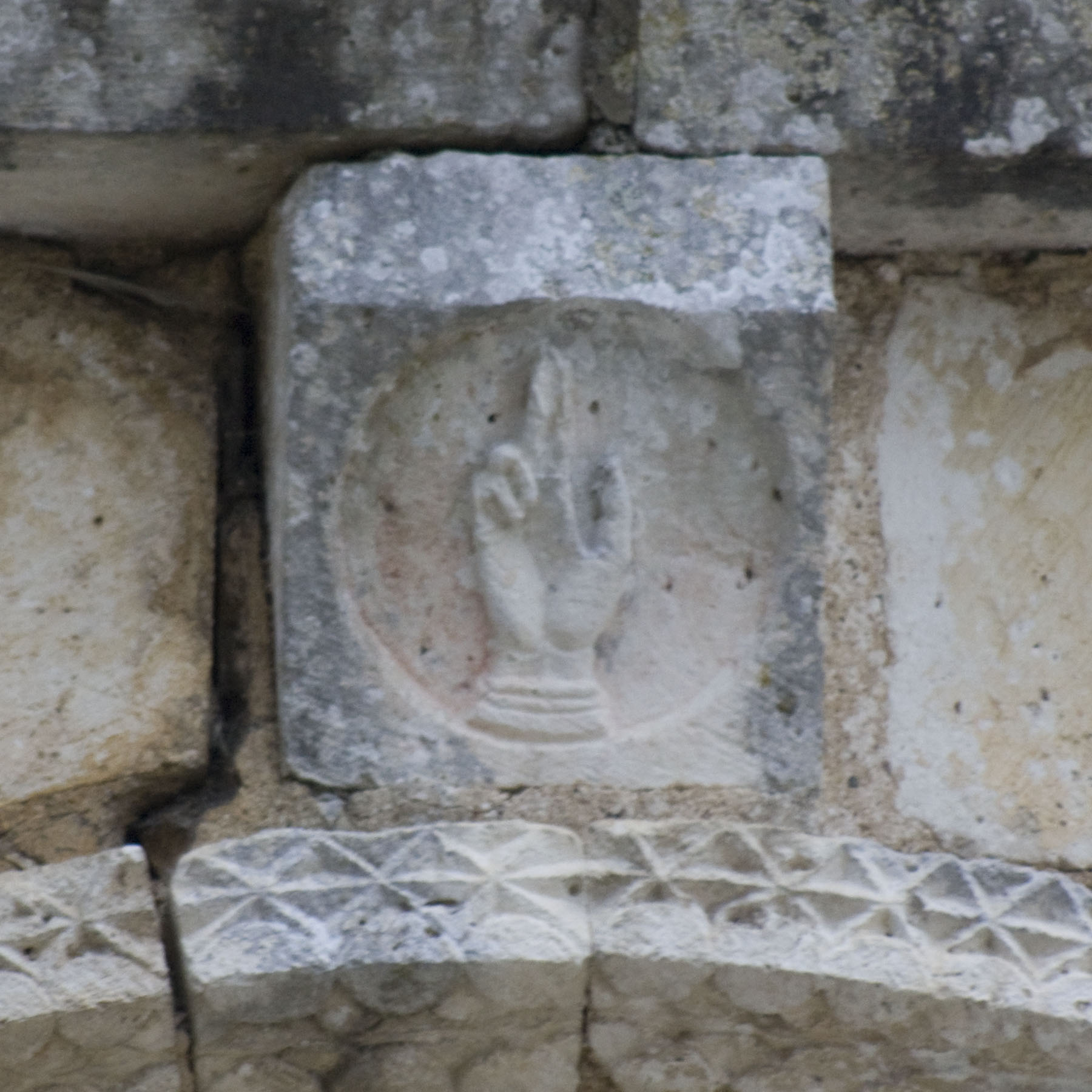
Main bénissant au-dessus du portail.
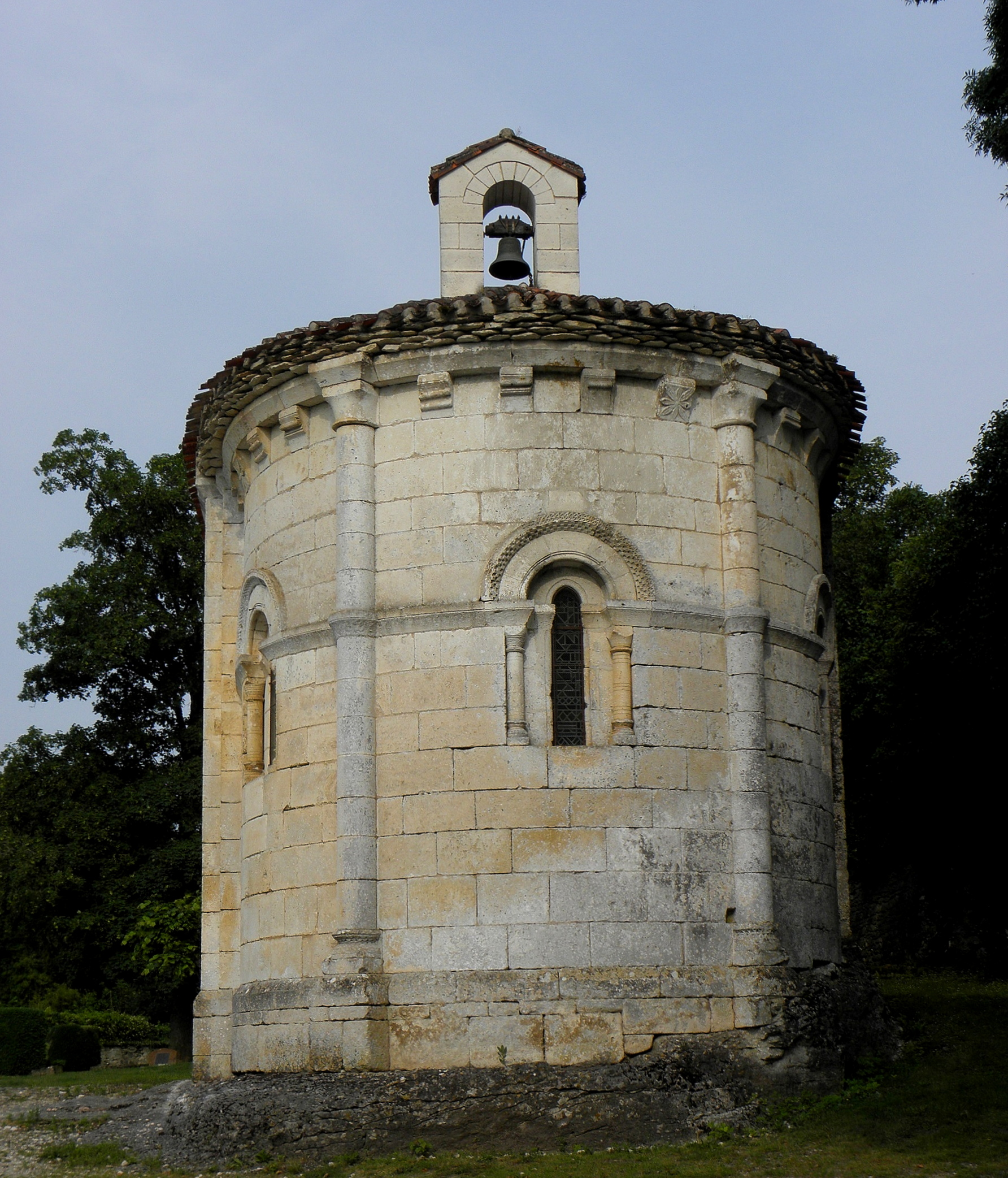
Chevet de la chapelle.
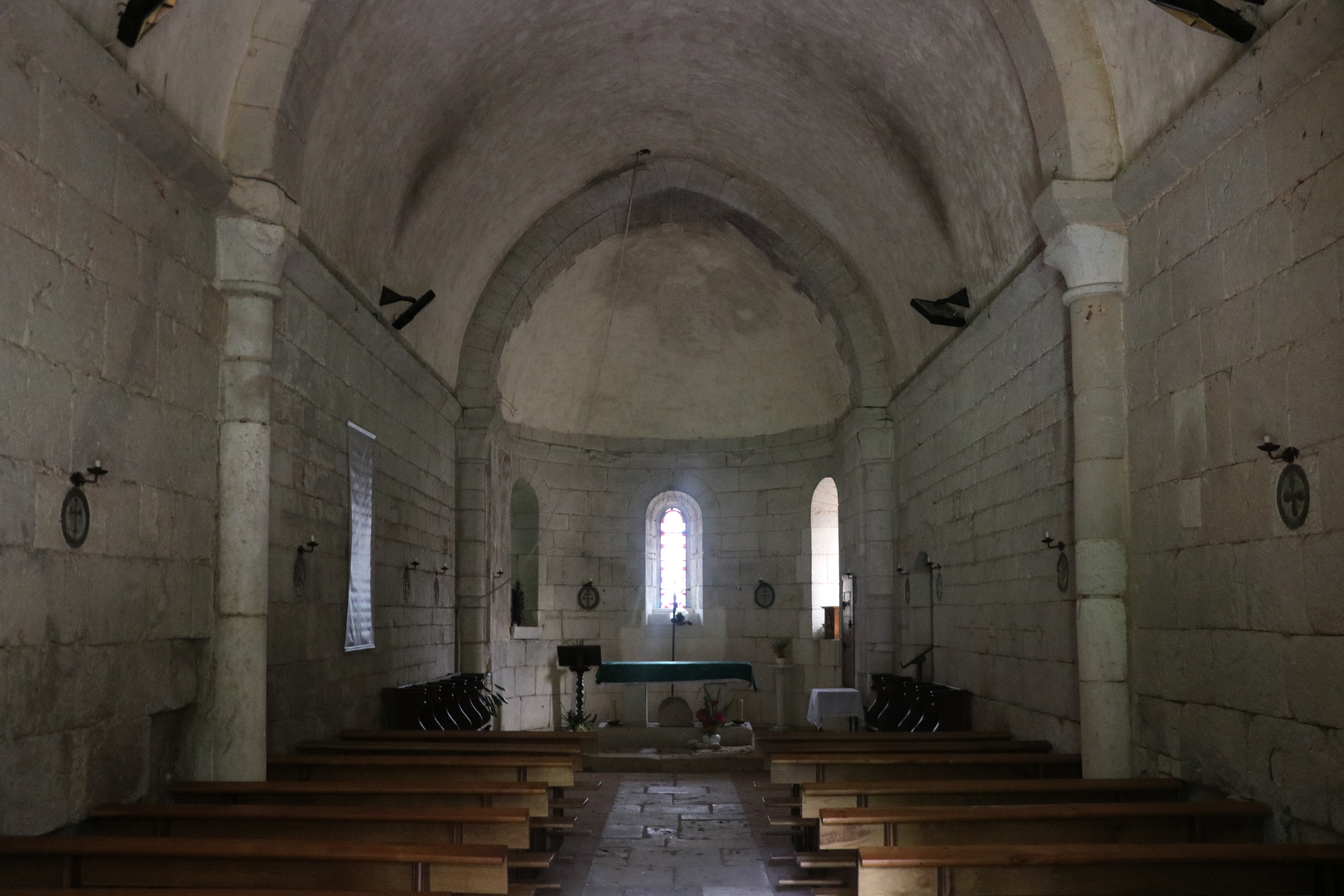
Nef.